# Vieri Nannetti
Vieri Nannetti (Firenze, 5 agosto 1895 – Firenze, 11 giugno 1957) è stato un artista, scrittore e pittore italiano.

## Biografia
Nato in una famiglia borghese legata al mondo dell'arte, era pronipote del pittore Giovanni Fattori; la madre era insegnante di lingua francese. Allo scoppio della prima guerra mondiale lasciò gli studi e si arruolò volontario nel corpo degli Alpini, combatté valorosamente ed ebbe due ricompense al valore. Durante il conflitto fu tra i firmatari del manifesto La Scienza futurista e collaborò con il periodico L'Italia futurista pubblicando sia vignette che brevi testi ("parole in libertà") inviati dal fronte. Nel 1917 fu fatto prigioniero dagli austriaci.

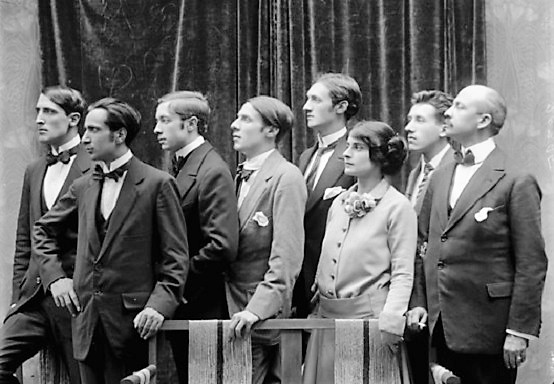
Futuristi fiorentini : Remo Chiti, Nerino Nannetti,
Bruno Corra, Emilio Settimelli, Arnaldo Ginna,
Maria Ginanni, Vieri Nannetti, Filippo Tommaso Marinetti (Foto del 1916, Firenze)

Dopo il congedo,nel 1919, col fratello Nerino (detto Neri) partecipò con diversi disegni e quadri alla Grande Esposizione Nazionale Futurista al Palazzo Cova di Milano. Terminò poi gli studi laureandosi in Scienze naturali e scelse la strada dell’insegnamento. Presso il Liceo dell'Istituto Niccolò Forteguerri di Pistoia ebbe tra i suoi allievi Piero Bigongiari.  Successivamente, superato facilmente il periodo futurista, si occupò in particolare della sua produzione letteraria. 
Negli anni ’30 infatti pubblicò vari lavori in prosa e contemporaneamente si dedicò alla propria attività di insegnante in un liceo di Firenze. Con la moglie Matilde Marchioni frequentò il celebre caffè Giubbe Rosse e strinse amicizia con alcuni dei nomi più illustri della letteratura.
Nel secondo dopoguerra si avvicinò al gruppo della rivista L’Ultima diretta da Adolfo Oxilia, scrisse libri di testo scolastici di carattere scientifico e tradusse varie opere di autori francesi e inglesi.
Nel 1954 pubblicò il volume Poesie con il quale vinse il Premio Viareggio.
Nell'ultima parte della vita lavorò alla sua opera poetica più ambiziosa, Apocalisse in barocco, composta prevalentemente in endecasillabi, nella quale rivolge lo sguardo alla morte ed alla trascendenza.
Morì a Firenze l’11 giugno 1957.
Presso la Fondazione e Museo Primo Conti - Onlus di Fiesole (Firenze) esiste un Fondo Neri e Vieri Nannetti con raccolte di disegni, scritti, lettere ed altri documenti di entrambi i fratelli Nannetti.

## Opere
- Malseme, Firenze, Edizioni Solaria, 1930.
- I nudisti di Monte Catterina, Firenze, Edizioni Solaria, 1932.
- Sogno degli amanti in catene, Firenze, Edizioni Solaria, 1934.
- Volontarismo psicologico e pittura in Bruno Rosai, Firenze, Vallecchi, 1954.
- Poesie, Firenze, Vallecchi, 1954.
- Apocalisse in barocco, Firenze, Centro internazionale del libro, Nardini Editore, 1957.